# Meu Bem, Meu Mal
}}
Meu Bem, Meu Mal es una telenovela brasileña producida por TV Globo y emitida originalmente del 29 de octubre de 1990 al 17 de mayo de 1991 en 173 capítulos, con el último capítulo retransmitido al día siguiente, 18 de mayo. Reemplazó a Rainha da Sucata y fue reemplazada por O Dono do Mundo, siendo la 43.ª "novela de ocho" producida por la emisora.
Escrita por Cassiano Gabus Mendes, Maria Adelaide Amaral y Djair Cardoso, con la colaboración de Luís Carlos Fusco, está dirigida por Paulo Ubiratan (también en la dirección general), Reynaldo Boury, Ricardo Waddington y Marcos Paulo .
Cuenta con las actuaciones de Sílvia Pfeifer, José Mayer, Lima Duarte, Cássio Gabus Mendes, Lídia Brondi, Marcos Paulo, Yoná Magalhães y Thales Pan Chacon .

## Sinopsis
El acaudalado empresario Dom Lázaro Venturini, accionista mayoritario de Venturini Designers, se ve obligado a vivir con Ricardo Miranda, quien posee el 30% de las acciones de la empresa y es fruto del adulterio de su difunta esposa. Ricardo tiene una aventura secreta con Isadora Venturini, aunque todos creen que se odian. Es la viuda del hijo de Dom Lázaro y nunca ha tenido la simpatía del anciano. Además de Dom Lázaro, otras personas tienen muchas razones para odiar a Ricardo e Isadora.
Ricardo fue el responsable de la ruina de Felipe Melo, cuando se negó a librarlo de la condena por un fraude. La hija de Felipe, Patrícia, planea vengarse seduciendo e involucrándose con Ricardo, aunque ella es mucho más joven que él. Con ese fin, se hace amiga de su atribulada hija, Jessica. Sin embargo, Patrícia no contaba con enamorarse de Ricardo Miranda.
Contra Isadora se suman la socialité Mimi Toledo y la manicurista Berenice. Mimi había estado enamorada de Cláudio, el difunto esposo de Isadora, y ella pasó por alto. Y Berenice quiere vengar a su hija, Fernanda, por la humillación sufrida por Isadora, que no aceptó a la joven como novia de su hijo, el retraído Marco Antônio. Esta venganza trae a escena a Doca, un pobre hombre que se infiltra en la alta sociedad en la piel del falso millonario Eduardo Costabrava, para seducir a la hija de Isadora, Vitória.

## Elenco
| Actor/Actriz         | Personaje                                    |
| -------------------- | -------------------------------------------- |
| Silvia Pfeifer       | Isadora Venturini                            |
| José Mayer           | ricardo miranda                              |
| lima duarte          | Don Lázaro Venturini                         |
| Casio Gabus Mendes   | Eduardo José ( Muelle ) / Eduardo Costabrava |
| Lidia Brondi         | Fernanda                                     |
| Marcos Paulo         | André Manfrini                               |
| Yoná Magalhães       | Valentina Venturini                          |
| Thales Pan Chacón    | Henrique                                     |
| Lizandra Souto       | Victoria Venturini                           |
| Adriana Esteves      | patricia mello                               |
| Armando Bogus        | Felipe Mello                                 |
| nivea maria          | berenice                                     |
| luciana braga        | Dice                                         |
| Fábio Asunción       | Marco Antonio Venturini                      |
| Mylla Christie       | Jéssica Miranda                              |
| Aricle Pérez         | Rosa María / Rose María Costabrava           |
| Zilda Cardoso        | elza                                         |
| Jorge Doria          | Emilio                                       |
| guilherme karam      | pórfido                                      |
| Vera Zimmerman       | Magda                                        |
| Mila Moreira         | bianca                                       |
| Monique Alves        | luciana                                      |
| Françoise Forton     | marcela miranda                              |
| Sonia Clara          | angelina                                     |
| sergio viotti        | Toledo                                       |
| María Estela         | Gisela ( Gigi )                              |
| Edson Fieschi        | Joao Manuel Mello                            |
| marcelo galdiño      | Jorge                                        |
| Hugo bruto           | Zé Guilherme                                 |
| Stênio García        | Argemiro                                     |
| Isis de Oliveira     | mimí toledo                                  |
| Luz de Oliveira      | Ana Maria                                    |
| rubia blanca         | neida                                        |
| Herson Capri         | Claudio Venturini                            |
| Matheus Nachtergaele | Cliente en el bar (figuración)               |

## Producción
La trama tenía los títulos provisionales de Love and Hate y The Other Side of the Coin .
Inicialmente, el reemplazo de Rainha da Sucata sería Araponga . Sin embargo, debido al tono de comedia de la nueva trama (que ya había sido rechazada en Rainha da Sucata), Globo encargó una nueva sinopsis de Cassiano, en agosto de 1990 . La trama fue escrita completamente a toda prisa.
Las grabaciones de la trama comenzaron unos 15 días antes del estreno. La trama arrancó con 20 capítulos en mora. Además, debido a las prisas, lo que prevaleció a la hora de elegir el reparto fue la falta de compromiso de los actores con otras emisoras. Por lo tanto, debido a la escasez de actores, muchos personajes fueron interpretados por principiantes, como Adriana Esteves, Lisandra Souto, Mylla Christie y Fábio Assunção.
Isabela García fue la primera considerada para interpretar a Vitória Venturini, papel que terminó otorgándosele a Lisandra Souto, quien acababa de dejar la telenovela Gente Fina . Antes de Luciana Braga, el personaje de Dirce sería defendido por la modelo Valéria Alencar .
La invitación para que Maria Adelaide Amaral fuera una de las colaboradoras de la telenovela vino del autor Cassiano Gabus Mendes . Maria Adelaide necesitaba ir a Inglaterra para investigar y escribir un monólogo sobre Shakespeare. Cassiano dijo que podía irse y que, cuando regresara, asumiría el papel. Cuando regresó, la telenovela ya estaba al aire. Los autores se turnaban para trabajar: él escribía los capítulos del lunes, miércoles y viernes; y ella el martes, jueves y sábado. Había reuniones semanales o quincenales, cuando se establecía el camino de la telenovela. Los autores no trabajaron con una escala, una especie de resumen ordenado, en escala rigurosa, de las escenas de una telenovela, que sirva de guía al texto final.
En enero de 1991, la actriz Luma de Oliveira pidió dejar la telenovela. El motivo de su salida fue su embarazo y su matrimonio con el empresario Eike Batista . Para justificar la salida de la actriz, su personaje fue asesinado por Valentina ( Yoná Magalhães ), en el capítulo 94, emitido el 14 de febrero de 1991.
Isis de Oliveira, hermana de Luma, también desfalcó al elenco por desavenencias con la producción.
Cuando la telenovela ya estaba al aire, Marcos Paulo, quien interpretó a André, acumuló el rol de director en la trama, reemplazando al director Paulo Ubiratan .
Meu Bem, Meu Mal marcó el debut de la veterana comediante Zilda Cardoso en las telenovelas. Comenzó su carrera en TV Paulista, en 1961, en el programa Praça da Alegria, con el personaje Catifunda. Meu Bem, Meu Mal fue también la primera telenovela de Fábio Assunção, Mylla Christie y Sílvia Pfeifer en TV Globo.
Stênio García se unió a la telenovela, con la trama ya en marcha, para interpretar a un ex convicto. El personaje murió en los capítulos finales de la historia, víctima de un robo, para que el actor pudiera dedicarse a un nuevo oficio, en O Dono do Mundo (1991).
Última telenovela de la actriz Lídia Brondi, que decidió alejarse de su carrera artística.
Fue el último trabajo del actor George Otto que interpretó a Joãozinho. Murió el 4 de agosto de 1991 de un infarto masivo.
La canción Unchained Melody de los Righteous Brothers, grabada en la década de 1960, apareció en la banda sonora internacional. La canción, que estuvo entre las más escuchadas en la radio porque fue la banda sonora de la película Fantasma, que triunfó en taquilla ese año, fue elegida como tema musical de la protagonista Isadora Venturini (Sílvia Pfeifer). La letra marcó la antológica escena final de Meu Bem, Meu Mal, en la que Isadora se encuentra abandonada por todos tras conseguir su mayor objetivo: convertirse en presidenta de Venturini Design.

## Exhibición

### reposiciones
Globo volvió a presentar la telenovela en la sesión Vale a Pena Ver de Novo del 12 de agosto al 22 de noviembre de 1996, siguiendo a Despedida de Solteiro y precediendo a Mulheres de Areia .
El canal Viva repitió la trama del 21 de marzo al 7 de octubre de 2016, sucediendo a Cambalacho y precediendo a Torre de Babel a las 14:30 horas.

### Otros medios
El 28 de septiembre de 2020, la parcela se puso a disposición en su totalidad. Fue la décima telenovela en ser redimida en la plataforma digital, a través del Proyecto Originalidad, que rescata y actualiza telenovelas clásicas y antiguas en el servicio de streaming Globoplay .

## Banda sonora

### Mi bien, mi mal
Meu Bem, Meu Mal, comúnmente llamada Meu Bem, Meu Mal - Nacional, es la banda sonora nacional de la telenovela brasileña de 1990 de Rede Globo, lanzada en CD, K7 y LP por Som Livre, en 1990.  El álbum cuenta con la producción de Roger Henri y la dirección musical de Mariozinho Rocha. La portada del álbum presenta a la actriz Luma de Oliveira como su personaje Ana María.
El tema de apertura de la telenovela también abre el disco, la canción que dio título a la trama, "Meu Bem Meu Mal", inmortalizada en la voz de Gal Costa, cantada para la telenovela por Marcos André. Ivans Lins también está en la banda sonora con "Septiembre", el segundo tema del disco, que sirvió de tema para el personaje de Fernanda, interpretado por Lídia Brondi .
La banda Camisa Nova, con The Commodores, está en el álbum con "Esse Tal de Repi Enroll", compuesto por Rita Lee y Paulo Coelho, siendo el tema principal de Vitória, interpretado por Lizandra Souto . La pista número cuatro es la canción "Amor Vira Lata", cantada por Wando, que sirve de tema para el personaje Doca, interpretado por el actor Cássio Gabus Mendes .
"Moreno, Moreno", el quinto tema de Meu Bem, Meu Mal, cantado por Lucia Helena, cuenta con el personaje de Patrícia, interpretado por Adriana Esteves . Beth Carvalho presenta "Tanto Querer", tema de la pareja Berenice y Felipe, interpretado por Nívea Maria y Armando Bógus .
El personaje Valentina, interpretado por Yoná Magalhães, ganó como tema la canción instrumental "Valentina", de Roger Henri. La octava pista es "Separação", compuesta por Moacyr Luz y Aldir Blanc, en la voz de Milton Guedes, tema de Ricardo Miranda, interpretado por José Mayer .
"Ilegal, Imoral ou Engorda", compuesta por Roberto Carlos y Erasmo Carlos, interpretada por Léo Jaime, es el tema de Jéssica Miranda, interpretada por Mylla Christie . Fernanda Abreu, con "Você Pra Mim", tema de Ana Maria, interpretado por Luma de Oliveira, es el tema número diez.
"Amor Clandestino", en la voz de João Mineiro &amp; Marciano, es el tema de Dirce, el personaje de Luciana Braga . El tema doce, "Amor e Ódio", de Rosa Maria, sirve de tema a Isadora Venturini, interpretada por Sílvia Pfeifer .
La canción instrumental "Dreaming", de Roger Henri, es el tema de André Manfrini, el personaje de Marcos Paulo . El álbum se cierra con la canción instrumental "Metrópole", del grupo Nova Era, que sirve de tema para la ubicación de la ciudad de São Paulo.

#### lista de pistas
| N.º   | Título                      | Artista(s)                             | Duración |  |
| 1.    | «Meu Bem, Meu Mal»          | Marco André                            | 3:48     |  |
| 2.    | «Setembro»                  | Ivan Lins                              | 4:03     |  |
| 3.    | «Esse Tal de Repi Enroll»   | Roupa Nova com part. de The Commodores | 4:04     |  |
| 4.    | «Amor Vira Lata»            | Wando                                  |          |  |
| 5.    | «Moreno Moreno»             | Lúcia Helena                           |          |  |
| 6.    | «Tanto Querer»              | Beth Carvalho                          |          |  |
| 7.    | «Valentina»                 | Roger Henri                            | 3:40     |  |
| 8.    | «Separação»                 | Milton Guedes                          |          |  |
| 9.    | «Ilegal, Imoral ou Engorda» | Léo Jaime                              |          |  |
| 10.   | «Você pra Mim»              | Fernanda Abreu                         | 3:50     |  |
| 11.   | «Amor Clandestino»          | João Mineiro & Marciano                | 4:19     |  |
| 12.   | «Amor e Ódio»               | Rosa Maria                             | 3:26     |  |
| 13.   | «Dreaming»                  | Roger Henri                            | 3:18     |  |
| 14.   | «Metrópole»                 | Nova Era                               | 4:06     |  |
| 50:41 |                             |                                        |          |  |

### Mi bien, mi mal - Internacional
Meu Bem, Meu Mal - Internacional es el segundo álbum de la banda sonora de la telenovela brasileña Meu Bem, Meu Mal de Rede Globo de 1990, lanzado en CD, K7 y LP por Som Livre en  la actriz de portada Mylla Christie, como su personaje Jessica Miranda .
El tema abre con uno de los grandes éxitos del grupo británico Pet Shop Boys, la canción "Being Boreing", tema de la pareja Magda y Porfírio, interpretado por Vera Zimmermann y Guilherme Karan . Jessica, personaje interpretado por Mylla Christie, ganó como tema la canción " Tom's Diner ", en la versión de la banda DNA con la participación de la compositora y cantante original Suzanne Vega .
El tercer tema es la canción "I'm Not in Love", del grupo Will to Power, tema de Patricia Vitória, interpretada por Lizandra Souto, seguido de "Blue Savanah", del grupo Erasure, tema de su novio Doca, Vivida por Cassio Gabus Mendes . La pareja Dirce y Marco Antônio, interpretada por Luciana Braga y Fábio Assunção, ganó como tema la canción "Nosotros", de Malcolm Forest.
El sexto tema de Meu Bem, Meu Mal - Internacional es la balada "Where Are You Baby?", de la cantante británica Betty Boo, tema musical de Bianca, el personaje de Mila Moreira . El tema de la película Fantasma (1990), " Melodía desencadenada ", de Righteous Brothers, fue el tema de Isadora Venturini, personaje que marcó el debut de Sílvia Pfeifer en las telenovelas.
La octava pista es la canción "Pianonegro", de Pianonegro, el seudónimo del cantante italiano Roberto Zanetti, que sirve como tema de ubicación para los restaurantes de São Paulo. El amante de Isadora, Ricardo Miranda, interpretado por José Mayer, ganó la canción "Have You Seen Her", de MC Hammer, como tema musical.
El décimo tema de la banda sonora internacional es la canción "Loco Mía", del grupo español Loco Mía, tema musical de la ciudad de São Paulo. Fernanda, el último personaje de Lídia Brondi en la televisión, tuvo como tema una de las canciones más tocadas del disco, "By My Side", de la banda australiana INXS .
El personaje de Adriana Esteves, Patrícia, ganó la canción "Una noche tan solitaria (Estoy loco por dejarte)" del cantante William Pitt como tema internacional. "Bastardo Amore", del cantante italiano Fred Bongusto, es el tema de Don Lázaro, personaje de Lima Duarte . El álbum se cierra con la canción instrumental "Strangers" de Rick Melch.

#### lista de pistas
| N.º   | Título                                         | Artista(s)                    | Duración |  |
| 1.    | «Being Boring»                                 | Pet Shop Boys                 | 3:38     |  |
| 2.    | «Tom's Diner»                                  | DNA com part. de Suzanne Vega | 4:27     |  |
| 3.    | «I'm Not in Love»                              | Will to Power                 | 4:48     |  |
| 4.    | «Blue Savannah»                                | Erasure                       |          |  |
| 5.    | «We»                                           | Malcolm Forest                |          |  |
| 6.    | «Where Are You Baby?»                          | Betty Boo                     |          |  |
| 7.    | «Unchained Melody»                             | Righteous Brothers            | 3:07     |  |
| 8.    | «Pianonegro»                                   | Pianonegro                    |          |  |
| 9.    | «Have You Seen Her»                            | MC Hammer                     |          |  |
| 10.   | «Loco Mia»                                     | Loco Mía                      | 4:25     |  |
| 11.   | «By My Side»                                   | INXS                          | 5:44     |  |
| 12.   | «Such a Lonely Night (I'm Crazy to Leave You)» | William Pitt                  | 3:45     |  |
| 13.   | «Bastardo Amore»                               | Fred Bongusto                 | 3:33     |  |
| 14.   | «Strangers»                                    | Rick Melch                    | 3:24     |  |
| 55:00 |                                                |                               |          |  |